# Сафроновский могильник

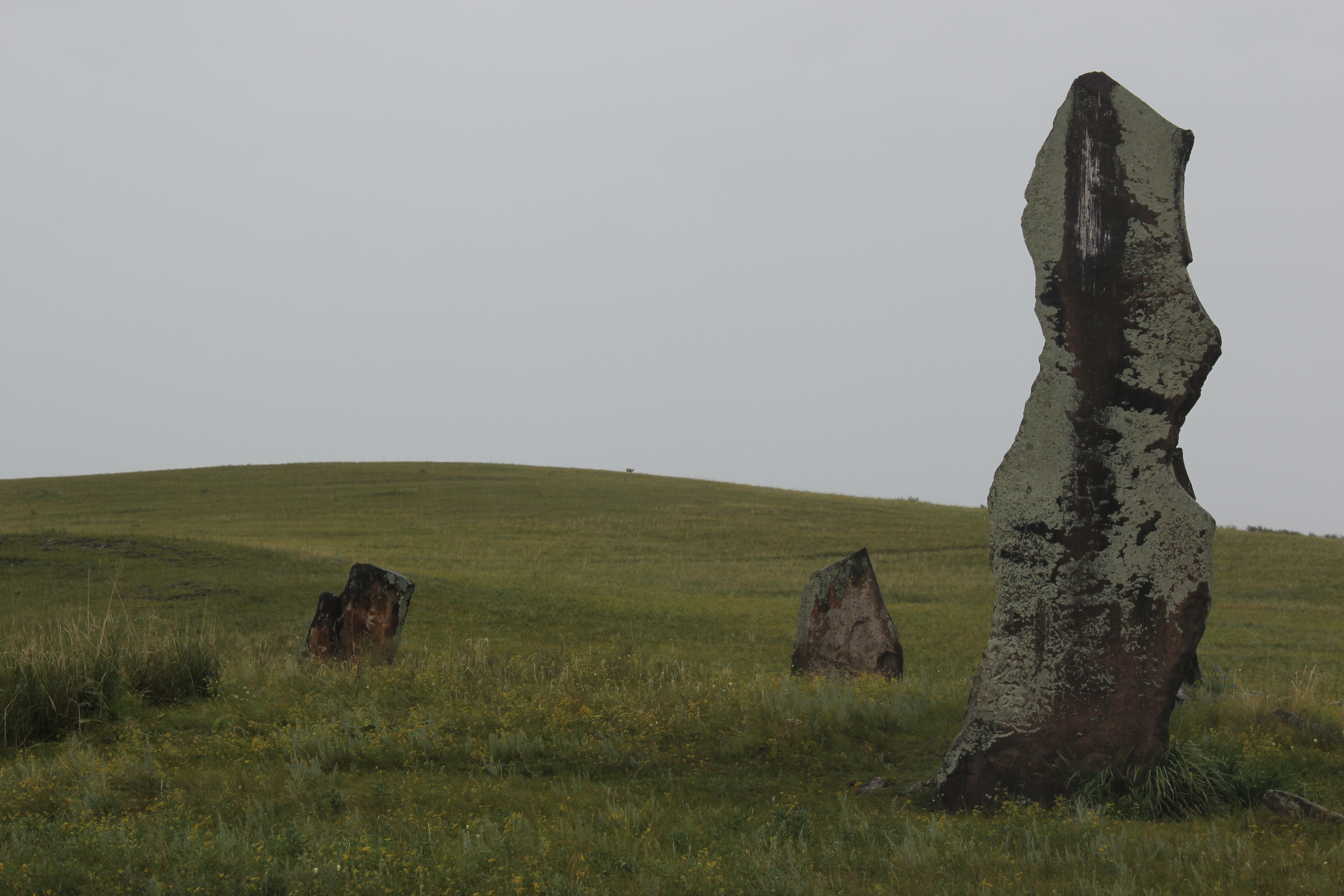
Одно из захоронений Сафроновского могильника

Сафроновский могильник — курганный могильник в Хакасии, относящийся к тагарской культуре эпохи бронзы и раннего железа. Расположен в Аскизском районе недалеко от речки Есь, назван по расположенному неподалёку аалу Сафронов.
На поле расположено несколько десятков курганов. Курганы в основном квадратной в основании (пирамидальной) формы, сильно руинированные, с оградой из стоящих камней. Размер кургана и камней определялся знатностью погребенного. Высота самых больших камней достигает почти 7 метров. Камни покрыты высеченными рисунками.
Возраст могильника — около 2,5 тыс. лет.

Фото С. Д. Майнагашева